# Ernst Fischer (Journalist)
Ernst Fischer (* 12. März 1942 in Straubing; † 21. September 2016 in München) war ein deutscher Zeitungsjournalist, der in leitender Funktion unter anderem bei der Abendzeitung, der Süddeutschen Zeitung und beim Stern tätig war.

## Leben und Wirken
Von 1970 bis 1986 arbeitete Fischer bei der Münchner Abendzeitung, zuletzt als stellvertretender Chefredakteur. 1989 wurde er Chefredakteur der Hamburger Morgenpost, drei Jahre später wechselte er in die Chefredaktion des Sterns. Von 1996 bis zu seiner Pensionierung 2007 war Fischer stellvertretender Chefredakteur der Süddeutschen Zeitung.
Fischer starb 2016 in München an Krebs.